# Expedició de Carlemany del 778
L'expedició de Carlemany del 778 fou un fracassat intent de sotmetre els territoris al sud dels Pirineus per crear una marca fronterera defensiva.
Vers el 774 l'emir omeia de Còrdova, Abd-ar-Rahman I (756–788), va tenir notícies que el valí de Saragossa, Hussayn ibn Yahya al-Abdarí (o al-Ansarí) ibn Saad ibn Ubada, conspirava per a restablir la sobirania del califa abbàssida a l'Àndalus probablement en col·laboració amb l'aristocràcia iemenita de la Frontera Superior. L'emir va ordenar la seva destitució, i Hussayn, a l'assabentar-se d'això, es va rebel·lar obertament. Va ser enviat llavors com a governador de la Frontera Superior i presumiblement també valí de Saragossa el general Abd-al-Màlik ibn Úmar. Aquest es va presentar amb forces importants i va rebre la submissió d'Abu-Thawr, valí d'Osca i còmplice de Hussayn en la conspiració pro-abbàssida, i del valí de Tudela, que també havia col·laborat amb al-Abdarí. Les tropes d'ambdós van reforçar les forces de Abd-al-Màlik, que va posar setge a Saragossa. Els fets següents no són coneguts, però es pot sospitar que la ciutat no va poder ser presa, doncs Husayn apareix àdhuc com valí en l'any 778, i no és probable que hagués estat restablit després d'haver estat destituït i nomenat un successor. Sembla que mentre les tropes omeies s'ocupaven de la revolta a Saragossa, al-Fatimí, un líder rebel, va reprendre les seves activitats.
L'emir va optar per dirigir les operacions militars més importants contra al-Fatimí, la direcció del qual va encomanar a dos mawles de nom Abu-Uthman Ubayd i Tammam ibn Àlkama. La fortalesa de Sopetran, un dels centres principals d'al-Fatimí, va ser assetjada, encara que sense èxit (776). No obstant això no es va descuidar la revolta cesaragustana, i sembla que un exèrcit va ser enviat de nou a assetjar la ciutat, encara que no ha pogut determinar-se si es tracta de l'exèrcit manat per Tsalaba ben Obaid del que es tenen notícies indirectes.
Mentre els abbàssides no romanien impassibles, i l'emir d'Ifríqiya va enviar a Hispània a Abd-ar-Rahman ibn Habib al-Fihrí, parent de l'últim emir de l'Àndalus dependent del califat abbàssida, Yússuf ibn Abd-ar-Rahman al-Fihrí. Abd-ar-Rahman era conegut com a as-Siqlabí (l'Eslau) i duia l'encàrrec de revoltar algunes regions contra la dinastia omeia. As-Siqlabí va desembarcar a la costa murciana, la més propera al port de sortida de l'Àfrica, i va recórrer la zona costanera fins a Barcelona, on governava com valí Sulayman ibn Yaqdhan al-Kalbí al-Arabí (el nom apareix transcrit amb diverses variacions segons les fonts), amb qui probablement ja havia entrat en contacte amb anterioritat. Probablement Sulayman preparava la seva rebel·lió, potser encoratjat per l'èxit de Hussayn de Saragossa, i aprofità la presència d'as-Siqlabí para prendre partit pels abbàssides. En aquestes circumstàncies és normal que entressin en contacte amb Hussayn al-Abdarí, de Saragossa, la rebel·lió del qual s'havia fet en nom del califa abbàssida. A través de Hussayn, el valí d'Osca, Abu-Thawr, es va unir de nou a la causa (en la qual probablement creia encara que s'hagués sotmès a l'emir omeia).

## Setge de Saraqusta de 777
Però en els següents mesos les coses no van evolucionar molt bé per als rebels. Sembla que les forces omeies van prosseguir el setge de Saragossa, i la flota de l'emir va destruir les naus d'as-Siqlabí ancorades en la costa de Todmir (Múrcia) el 777. As-Siqlabí, que des de Barcelona tornava cap al sud, va quedar assetjat a València, en unes muntanyes properes a la ciutat (777). Molts autors opinen que van ser aquests revessos els que van induir a Sulayman a sol·licitar l'ajuda dels francs, únic poder accessible que semblava podia evitar l'enfonsament de la revolta, encara que en aquesta opció és possible que no participés Husayn. En tot cas Sulayman i Abu-Thawr, almenys, van acordar demanar ajuda a Carlemany, per a això Sulayman (potser acompanyat d'Abu-Thawr) viatjarien a la cort d'aquest.
Les causes de l'opció abbàssida de Sulayman són incertes. Abadal el suposa independentista i Salrach francòfil, però cal dubtar d'aquests qualificatius dissenyats en altres èpoques. Encara que van poder jugar múltiples factors, l'essencial havia de ser les ambicions personals de Sulayman. Desgraciadament la personalitat d'aquest no ha estat prou estudiada a la llum de les fonts que es posseïxen, i probablement seria necessària l'aparició d'altres documents per a fixar amb major seguretat el seu pensament polític.
El 777 Carlemany va convocar la gran assemblea anual a Paderborn, amb l'objecte que els saxons li presentessin la seva submissió. En el transcurs d'aquesta assemblea es va presentar Sulayman al-Arabí, qui va oferir al rei la seva submissió i la de les ciutats i territoris que governava (Barcelona i Girona) a canvi de la seva ajuda contra els omeies. Va oferir a més la submissió de Saragossa i d'Osca.

## Setge de Saraqusta de 778
A principis de l'any 778 Carlemany estava en plens preparatius per a l'expedició. La noblesa va acudir a la convocatòria, creient-se que el punt de reunió va ser la ciutat aquitana de Poitiers. La reina Hildegarda s'hauria quedat al palau de Casseuil, al Bordelès a quatre km de la Reula a la desembocadura del Dropt a la Garona. Componien l'expedició nombrosos comtes i altres nobles acompanyats d'alguns dels seus familiars i dels seus servidors; també hi havia nombrosos clergues. Els membres estrictament militars estaven integrats pels oficials dels nobles i els soldats. Per part del rei van acudir diversos oficials de l'administració (senescals, vescomtes, comtes palatins, jutges i altres) que al seu torn disposaven d'algunes tropes. Cada noble ostentava la seva pròpia ensenya distintiva, i procedien de Nèustria i d'Aquitània. El mateix Carlemany ostentava el comandament suprem. El rei va escriure al Papa Adrià I per explicar-li els motius de l'expedició, perquè se suposa que havia despertat alguns recels en efectuar-se en col·laboració amb caps musulmans. La carta del rei franc s'ha perdut, però coneixem en canvi la resposta, i d'ella podem suposar el contingut: probablement Carlemany es referia a mòbils polítics i de seguretat de les seves fronteres meridionals, i tal vegada a desitjos d'expansió i de glòria, però en cap cas s'albiren motius religiosos. Això no ha de sorprendre'ns, perquè l'"alliberament" dels cristians no podia ser esgrimida, doncs sabem que els cristians al sud dels Pirineus no eren perseguits, encara que més tard (en el Concili de Frankfurt, any 794) es va al·legar tal motiu.
Mentre l'exèrcit real es concentrava a Aquitània, un altre exèrcit format per nobles borgonyons, austrasians, bavaresos, llombards, provençals i gals o gots de Septimània, es va concentrar en algun punt de la província Narbonense (la Septimània), tal vegada a Nimes. Les fonts són precises en afirmar que l'exèrcit era molt nombrós, encara que resulta difícil quantificar-lo. En aquella època els exèrcits eren sovint unes desenes, a tot estirar uns centenars d'homes. Els dos exèrcits reunits pel rei franc havien de ser uns quants milers (potser prop d'uns quinze mil homes) el que realment podia considerar-se una força molt poderosa.
La concentració, com era habitual, hagué de realitzar-se amb el començament de la primavera. Els dos exèrcits no van creuar els Pirineus (cadascun per la zona assignada) fins al mes de maig. Es creu que l'exèrcit al comandament del mateix rei va poder creuar les muntanyes pel pas o Serral de Ibañeta, per a seguir després al sud en direcció a Pamplona. Els Annals Reials diuen: "Llavors el nostre senyor el rei Carles va recórrer Hispània per dos camins: un per Pamplona per la qual el susdit gran rei es va encaminar cap a Saragossa. Uns altres venien de Burgúndia, Austràsia, Baviera, Provença, Septimània i Llombardia i es van reunir en l'abans dita ciutat amb l'altra part de l'exèrcit". Els Annales Metenses fan una lleu referència a motius religiosos en afirmar el qual rei Carles "mogut pels laments dels cristians d'Hispània que estaven sota el jou dels sarraïns, dugué un exèrcit a aquesta regió; ell mateix evidentment va dur el contingent més fort per Aquitània, va continuar creuant els Pirineus i va arribar a la ciutat de Pamplona". Així, els mateixos annales coincideixen que l'altre exèrcit amb austrasians, burgundis, bavaresos, provençals i llombards, des de Septimània, va arribar Barcelona i que ambdós exèrcits havien de trobar-se després a Saragossa.
L'exèrcit de Carlemany va arribar Pamplona, que va ser ocupada. Se sap per la cita a diversos annales que les forces franceses van sotmetre als vascons hispans, que no podien ser altres que els vascons sotmesos a l'emir d'Hispània i, per tant, hem de suposar que el 778 els àrabs tornaven a dominar Pamplona i els seus habitants vascons, així com els de la regió circumdant, serien els "vascons hispans" en oposició a la resta de vascons francs (i als lliures o navarresos).
Si els àrabs dominaven Pamplona cal suposar que un valí residiria a la ciutat. Amb ell hauria alguns auxiliars de l'administració (per exemple el jutge o cadi), i tots ells podien comptar amb familiars i servidors, probablement no vascons i majoritàriament musulmans. Tal vegada alguns mercaders, viatgers i artesans musulmans passaven per la ciutat de tant en tant i és possible que alguns estiguessin a Pamplona en aquell moment. El valí local controlaria a caps locals d'alguns castells o llogarets, o a guarnicions musulmanes establertes estratègicament.
Les cròniques dels francs parlen també de la submissió dels "navarresos" i vist l'anterior, aquests solament podien ser els vascons no sotmesos al poder del valí de Pamplona. El centre dels "navarresos" podria haver estat la fortalesa de Navardun (de fet sabem que cap a l'est les poblacions locals eren vascones o vasconitzadas, i en l'extrem nord-oest de Catalunya, a la Vall de Llauren, es parla encara avui un dialecte gascó, i topònims bascos són identificables a les comarques pirinenques catalanes).
La hipòtesi que els vascons hispans fossin els habitants de l'actual Euskadi o de les muntanyes de l'oest i nord-oest de Navarra, caldria descartar-la. No és probable que les tropes de Carlemany s'aventuressin a una regió sense interès militar o polític, desviant-se de la seva ruta. Si tal hagués estat el cas, els vascons navarresos haguessin estat els habitants de Pamplona però els pamplonesos no es van donar aquest nom en èpoques tan primerenques. No és possible tampoc identificar com "vascons navarresos" als habitants de les muntanyes de l'oest i nord-oest de Navarra o de Guipuzcoa, zones allunyades de la ruta de Carlemany, l'àmbit d'actuació del qual hagué de ser des de Pamplona cap a orient.
Com sabem que la regió de la Baixa Navarra ja no era considerada territori musulmà uns mesos després, hem de sospitar que les forces àrabs de Pamplona van ser expulsades. El més convenient hagués estat que el valí formés part del grup de rebels de la Frontera Superior, perquè en cas de no ser així sembla estrany que l'exèrcit franc triés Pamplona per a accedir a Hispània. No obstant això la fortalesa (en nombre de soldats i material) de l'exèrcit franc, i precisament la conveniència d'assegurar-se la possessió precisament d'aquelles ciutats de la Marca que no estaven sotmeses, és la qual permet fer versemblant la hipòtesi d'un vali pamplonès lleial a l'emir. Per tant, hem de suposar que el valí era fidel al govern omeia com ho era el valí de Tudela (la lleialtat d'aquest està acreditada) i va resistir amb les seves escasses forces (tal vegada dos-cents homes). Resulta impossible determinar l'actitud dels vascons locals. Suposem al cap vascó local tradicionalment hostil a la dinastia carolíngia, però tampoc se segur que fos incondicional del govern de l'emir. Per tant, l'actitud dels vascons podria haver estat passiva. Una hipòtesi molt atractiva és que els vascons eren aliats dels francs seguint al seu duc Llop II, però que la situació va canviar a la mort d'aquest duc quan el seu fill Sanx I Llop no fou reconegut al seu lloc. Així la perfídia a la que al·ludeix el cronista franc en relació als bascos a Roncesvalls (quan els francs es van retirar) seria perquè primer foren aliats i després sobtadament enemics.
Una vegada ocupada Pamplona els àrabs van ser expulsats, potser amb excepció dels agents de Sulayman (que servirien com enllaços amb la població local i com guies), i Carlemany va establir una guarnició a la ciutat. La població local vascona d'alguna forma va haver de negociar amb els nous dominadores.
Carlemany hagué d'establir contacte amb el Regne d'Astúries per a iniciar la seva aventura. Les relacions entre els francs i els asturians són desconegudes, però no per això cal suposar-les inexistents. Planejada l'expedició el 777 el rei carolingi va tenir temps suficient d'enviar emissaris a Astúries per a assegurar-se el flanc occidental.
Quant a la subjugació dels bascos navarresos que esmenten les cròniques franques, podria haver estat voluntària. Els bascos pirinencs amb forts vincles amb els vascons de l'altre costat, serien hostils als musulmans i donarien suport un poder enemic d'aquestos. Els caps de les valls vascones, de castells i llogarets, havien de constituir nuclis de resistència, i se sap que més tard que van ser castigats per l'emir. No obstant això cal interpretar aquesta resistència no com un símbol de renaixement visigòtic, sinó en el marc d'una resistència nacional a la dominació estrangera comú a tots els pobles, i és en aquest context que una submissió als carolingis lligaria amb la política del seu duc nacional Llop II. Ni de les fonts ni de la cronologia sembla probable que les tropes invasores s'haguessin entretingut en la submissió de les llunyanes valls i castells dels senyors vascons del nord-est, però si que sembla segur que els caps vascons de les valls de Zubiri o Arga, de la Vall de l'Erro i potser de la Vall d'Ulzama van anar a prestar obediència al rei carolingi, i la zona de Sangüesa està acreditada en el futur com lloc tradicionalment pro-franc. L'amistat dels vascons de Roncesvalls, on se situa el port d'Ibañeta, sembla quedar acreditada pel fet que fos triat per creuar el Pirineus (tant a l'anada com a la volta).
Després d'ocupar Pamplona les tropes de l'exèrcit franc sota el comandament de Carlemany es van dirigir cap a Saragossa, al juny, on havia de confluir també l'altre exèrcit procedent de Septimània. Aquest havia creuat els Pirineus pel coll del Pertús i a través de Girona hagué d'arribar sense cap dificultat a Bàrcino (Barcelona), governada per l'aliat Sulayman al-Arabí, qui va rebre els nobles francs i es va unir al seu exèrcit amb algunes forces (es calcula que uns cent homes). Tots junts van emprendre camí a Saragossa per la via romana que duia a aquesta ciutat (maig). Ja prop de Saragossa se'ls va unir un petit contingent manat pel valí d'Osca Abu Taur, altre dels implicats en la rebel·lió.
Saragossa constituïa el primer objectiu important de Carlemany (segons es dedueix del texts francs), que pensava dirigir-se després contra Tortosa, establint una marca fronterera amb totes les terres entre els Pirineus i l'Ebre, el flanc occidental del qual quedava assegurat per l'aliança asturiana i la presència dels vascons. Els dos exèrcits van confluir a la ciutat el juny del 778. A l'arribada dels dos exèrcits, Carlemany degué enviar un emissari a la ciutat (on pel que sembla aquest any no havien acudit forces omeies a assetjar-la) per a demanar l'adhesió de Husayn i assegurar el lliurament de la ciutat. No obstant això, el valí cesaraugustà no s'hi va mostrar disposat. Se suposa que Sulayman havia promès a la reunió de Paderborn més del que podia complir (doncs tal vegada Husayn no va participar en la decisió de demanar ajuda als francs, o bé havia canviat de parer). La veritat és que Husayn, probablement un abbàssida convençut, de qui esperava ajuda era del ros al-Siklabi i del califa abbàssida, en nom del qual es pronunciaven les oracions del divendres a Saragossa i per compte del qual es titulava valí (governador) no solament de Saragossa, sinó de tot l'Àndalus, és a dir de totes les zones d'Hispània sota domini musulmà. Tal vegada Sulayman havia pensat que Husayn no tindria altra alternativa que sotmetre's al rei franc, però el díscol governador havia de preferir que la ciutat caigués en mans dels omeies que dels "infidels". A més la població de la ciutat havia d'estar majoritàriament islamitzada o guardava fidelitat als musulmans i s'hagués mostrat hostil a la rendició, sobretot quan, segurament en previsió d'un nou setge per les forces de l'emir omeia, la ciutat disposava de tots els elements necessaris per a resistir. Encara que Sulayman i Abu Taur van intentar convèncer a Husayn, els seus esforços van resultar inútils. Sens dubte Carlemany va recordar la promesa de submissió, però probablement Husayn va contestar que tal promesa s'havia fet en el seu nom, però no per ell, i que ell personalment mai l'hagués realitzat. Segurament el rebel cesaraugustà, que ja havia resistit el setge de les forces de l'emir amb èxit, no se sentia greument amenaçat o bé se sentia capaç de resistir a l'emir sense ajuda externa.
Després de diversos dies de gestions diplomàtiques Carlemany va decidir utilitzar la força, i Hussayn va optar per la resistència (el que prova que se sentia prou fort per a resistir). Les tropes carolíngies van iniciar formalment el setge. Sembla que durant aquest es va rebre la notícia d'un alçament dels saxons, i com la presa de Saragossa no havia de semblar imminent, Carlemany va decidir retornar. Sembla que Sulayman al-Arabí va quedar com a ostatge del rei de França; segons uns es lliura immediatament en ser desdenyat per Hussayn i segons uns altres va ser capturat per la força; en tot cas va ser dut amb l'exèrcit que va retornar a França (agost del 778). Els Annales Einhardi parlen en aquest cas d'una acceptació clara per part de Sulayman i d'Abu-Thawr, en afirmar que ambdós van acceptar constituir-se en ostatges, així com altres sarraïns (presumiblement del seu seguici) i amb tots ells van tornar els francs a Pamplona.
Eginhard, biògraf oficial de la cort carolíngia (autor de la Vita Karolis Imperatoris) descriu un retorn gairebé triomfal (i fins i tot afirma que l'exèrcit retornà sa i estalvi), però ni política ni militarment podia parlar-se d'un èxit. Els esdeveniments esdevinguts durant el retorn són objecte de discussió, i varien segons les fonts.
En primer lloc Ibn al-Athir esmenta un cop de mà que els musulmans van portar a terme contra la rereguarda dels francs, quan després de passar l'Ebre s'internaven per la Baixa Navarra. Aysun i Matruh, fills de Sulayman van aprofitar el moment que després d'abandonar el territori musulmà els francs ja es creien segurs, per a caure sobre ells i alliberar al seu pare. Tots junts van retornar a Saragossa, on es van reconciliar amb Husayn i van continuar units en rebel·lió contra l'emir cordovès. L'episodi ha arribat a ser assimilat a la batalla de Roncesvalls, però sembla que es va tractar solament d'un cop de mà audaç que va assolir un èxit important. En l'acció hagué de participar un fidel servidor d'Aysun, anomenat Amrus, destinat més tard a tenir un paper important a la Frontera Superior com a gran general. Sembla que després d'aquests fets l'hostilitat d'Aysun i els francs va ser duradora i és citat en un text d'al-Udri on el presenta més tard lluitant contra els francs en una època indeterminada que ha de fixar-se entre el 778 i el 801. El cop de mà d'Aysun i Matruh és silenciat per tots els cronistes francs, però no cal dubtar de la seva veracitat, doncs sabem que uns mesos després (abans del 780) Sulayman al-Arabí va resultar mort a causa d'unes querelles amb Husayn, la qual cosa hagués resultat improbable d'haver estat dut com a ostatge a França avançat ja l'any 778.
El segon fet és l'hostilitat dels vascons pamplonesos. Els Annales Einhardi diuen: "De retorn a Pamplona, perquè les muralles no caiguessin en mans de rebels, van ser destruïdes fins a la seva base, després del que (el rei) va decidir el retorn travessant els monts Pirineus". És evident que una vegada que les tropes franceses abandonessin la ciutat, aquesta anava a quedar en mans d'elements hostils, que no havien de ser precisament àrabs doncs són qualificats de rebels. Així doncs entre el maig i l'agost els vascons havien passat de la submissió a la rebel·lió. Ara bé, si era una rebel·lió a favor del govern musulmà o nacional (a favor del seu duc) només pot ser objecte d'especulació. Als Annals Reials o Laurissenses es diu en relació al rei: "Destruïda Pamplona, subjugats els vascons hispans i també els navarresos, va retornar a França". La frase ha donat motiu a innombrables controvèrsies Hi havia diversos poders a Navarra i Pamplona?. La interpretació literal seria que els francs havien sotmès (per la força o per acord) als vascons abans sotmesos al poder de l'emir de l'Àndalus o Hispània, i als navarresos, que vivien probablement al nord i est de Pamplona, no obeïen a l'emir i es mantenien independents (o menys probablement subjectes al duc nacional). La denominació de navarresos és nova en els textos, i podria derivar de la fortalesa de Navardum, pel que cal suposar que la denominació "navarresos" s'aplicava als vascons que poblaven la zona al nord i est de Pamplona. La cita dels Annals Reials es reproduïx amb lleugeres variacions en els Annales Metenses priores i en els Annales Metenses posteriors. En els primers (que narren els esdeveniments fins a l'any 805) pot llegir-se: "La sòlida ciutat de Pamplona va ser presa i destruïda subjugant-se als vascons hispans i navarresos, retornant (Carlemany) després de la victòria, a la seva pàtria". Els annals posteriors (que arriben fins al 903) diuen el següent: "Expulsats també de Pamplona els sarraïns i derruïts els murs de la mateixa ciutat, subjugats ja els vascons hispans i els navarresos, (el rei) va tornar a França". La cita dels Annals Reials és precisa en indicar que Pamplona va ser destruïda i ve confirmada als Metenses que afegixen a més que "es va expulsar d'ella als sarraïns", però això podria referir-se a la conquesta inicial. El motiu que va induir al rei a destruir la ciutat o almenys les muralles és incert doncs no se sap qui eren els rebels als que podia servir però amb quasi total certesa havien de ser vascons.